# Stenotothorax cadaverinus
Stenotothorax cadaverinus är en skalbaggsart som beskrevs av Mannerheim 1843. Stenotothorax cadaverinus ingår i släktet Stenotothorax och familjen Aphodiidae. Inga underarter finns listade i Catalogue of Life.